# Liúbertsi
Liúbertsi (del ruso: Люберцы) es una ciudad del óblast de Moscú, en Rusia, centro administrativo del raión homónimo. Está situada en las afueras de Moscú, a unos 20 km del centro de la capital. Su población era de 158.190 habitantes en 2010.

## Historia
La primera mención sobre la localidad se remonta a 1621, como un pueblo de nombre Liberitsy. Fue posesión de Aleksandr Ménshikov en tiempos del zar Pedro III. Hasta el siglo XIX la ciudad tuvo un carácter marcadamente agrícola. A finales de este siglo, dado el crecimiento de población de la capital y la proximidad de Liúbertsi a ella, la convirtieron en una ciudad satélite de Moscú. Le fue otorgado el estatus de ciudad en 1925.

## Demografía
| 1926   | 1939   | 1959   | 1970    | 1979    | 1989    | 2002    | 2008    |
| ------ | ------ | ------ | ------- | ------- | ------- | ------- | ------- |
| 10 000 | 48 000 | 95 000 | 139 000 | 159 600 | 165 500 | 156 691 | 158 963 |

## Economía y transporte
Conectada por ferrocarril a Moscú (cuatro estaciones), cuenta con grandes conjuntos de habitajes y algunas fábricas de importancia (Kamov, construcción de helicópteros; maquinaria agrícola).